# Type 60 106 mm
 (janvier 2018).
Si vous disposez d'ouvrages ou d'articles de référence ou si vous connaissez des sites web de qualité traitant du thème abordé ici, merci de compléter l'article en donnant les références utiles à sa vérifiabilité et en les liant à la section « Notes et références ».
Ne doit pas être confondu avec Type 60.
Le type 60 de 106 mm est un blindé chenillé antichar développé par le Japon à la fin des années 1950. Possédant une apparence assez ramassée, son armement principal se compose de deux canons sans recul jumelés M40 de 106 mm. Il ne faut pas le confondre avec le véhicule blindé de transport de troupes Type 60.

## Historique
Au milieu des années 1950, la Force terrestre d'autodéfense japonaise a commandé un prototype de Komatsu (SS1) et de Mitsubishi Heavy Industries (SS2), chacun alimenté par un moteur diesel six cylindres de 110 ch et équipé de deux canons sans recul de 106 mm. Ils furent livrés en 1956. Une deuxième série de prototypes a été construite avec quatre canons sans recul cette fois-ci (SS3), mais l'adoption du M40 a forcé la présence de deux armes seulement. Le Type 60 ayant été conçu pour des attaques d'embuscade contre les chars ennemis, l'installation de quatre canons en aurait fait un véhicule avec un profil assez haut. Une troisième série de trois prototypes plus lourds a été construite par Komatsu sous l'appellation SS4, avec un moteur plus puissant, une nouvelle boîte de vitesses, un nouvel embrayage et une boîte de vitesses auxiliaire à deux vitesses. Ils furent acceptés et mis en service en septembre 1960.

Le Japon a signalé au Bureau des affaires de désarmement des Nations Unies que 140 Type 60 étaient encore en service en 2001.

## Caractéristiques techniques

### Armement
Deux canons sans recul M40 de 106 mm sont installés dans une casemate sur un affût jumelé. Cette dernière à la particularité de pouvoir être élevée et rabaissée en fonction des aléas du terrain. Le débattement latéral de l'affût est de 30° de chaque côté pour un pointage en site de +10° à -5° pouvant être augmenté de +15° à -20° lorsque la casemate est relevée.
Huit obus de 106 mm sont rangés dans la caisse à droite du conducteur et deux autres supplémentaires peuvent être déjà chargés dans les culasses des canons sans recul.

Deux armes de réglage M8C sont montées, individuellement, au-dessus de chaque tube des canons M40 et ce de manière coaxiale. Elles sont approvisionnées chacune par un boîtier-chargeur contenant dix balles traçantes.

### Motorisation
À partir de 1974, un moteur diesel Komatsu SA4D105-1 à quatre cylindres en ligne et à refroidissement par air fut installé sur les nouveaux Type 60 sortant d'usine, ces derniers prirent alors l'appellation de Type 60 mod C (60式戦車 C型).

## Véhicules similaires
- M50 Ontos
- Borgward IV Wanze

## Apparition dans la culture
- Dans War Thunder, le Type 60 106 mm est un chasseur de chars de tier V dans l'arbre des forces terrestres japonaises. Il est désigné Type 60 SPRG.